# Efreitor Bakalovo, Dobrici
Efreitor Bakalovo (în bulgară Ефрейтор Бакалово, în română Baraclar) este un sat în comuna Krușari, regiunea Dobrici, Dobrogea de Sud, Bulgaria. 
Între anii 1913-1940 a făcut parte din plasa Ezibei a județului Caliacra, România.

## Demografie
Componența etnică a satului Efreitor Bakalovo
     Turci (40%)
     Bulgari (1,07%)
     Nicio identificare (58,92%)
     Altele (0%)
La recensământul din 2011, populația satului Efreitor Bakalovo era de 280 locuitori. Nu există o etnie majoritară, locuitorii fiind turci (40,0%) și bulgari (1,07%). Pentru 58,92% din locuitori nu este cunoscută apartenența etnică.